# Palaina rubella
Palaina rubella là một loài minute land snail với một nắp, a terrestrial gastropoda mollusca or micromollusks in the family Diplommatinidae. Nó là loài đặc hữu của Palau.